# Фортеця Сурам (фільм, 1922)
«Фортеця Сурам» (рос. «Крепость Сурам») — грузинський радянський художній фільм 1922 року кінорежисера Івана Перестіані. Історична драма за однойменною повістю Даніеля Чонкадзе.

## Сюжет
Фільм складається з двох новел. Перша присвячена трагічній долі кріпосної селянки Марії. Дія другої новели відбувається в Імеретії. У кріпосної дівчини народжується хлопчик від сина поміщика. За наказом старого князя дитину викрадають і відправляють на виховання у Тіфліс. Йдуть роки. Дурмішхан виховується у сестри князя разом зі своєю одноліткою — сиротою Вардуа. Вирушаючи e першу подорож, Дурмішхан присягається Вардуа в коханні і вірності, проте незабаром одружується на іншій і оселяється у Сурані. Дізнавшись про зраду коханого, Вардуа вирішує жорстоко помстити. Під час наступу турків на Імеретію вона переконує грузинського царевя, що він переможе, якщо сина Дурмішхана замурують живим у стіну Сурамськой фортеці. Цар наказує виконати вказівку віщунки.

## Актори
- Амо Бек-Назаров — Дурмішхан
- Михайло Чіаурелі — Осман Ага
- Таріель Сакварелідзе — Вардуа
- Т. Максимова — Гайяне
- Л. Галусіані — Зурабі
- Н. Долідзе — Ніно
- Ольга Майсурян — мати Ніно і Осман Агі
- Шалва Дадіані — Граф Церетелі
- Н. Оданкевич — Принц Мухранелі
- В. Полікевич — Принцеса Мухранелі
- Емануїл Апхаідзе — вісник
- Валіко Гуніа — генерал — міністр
- Захарій Беришвілі
- Георгій Давіташвілі
- Аліса Кікадзе